# Świętajno (gromada w powiecie oleckim)
Świętajno – dawna gromada, czyli najmniejsza jednostka podziału terytorialnego Polskiej Rzeczypospolitej Ludowej w latach 1954–1972.
Gromady, z gromadzkimi radami narodowymi (GRN) jako organami władzy najniższego stopnia na wsi, funkcjonowały od reformy reorganizującej administrację wiejską przeprowadzonej jesienią 1954 do momentu ich zniesienia z dniem 1 stycznia 1973, tym samym wypierając organizację gminną w latach 1954–1972.
Gromadę Świętajno z siedzibą GRN w Świętajnie utworzono – jako jedną z 8759 gromad – w powiecie oleckim w woj. białostockim, na mocy uchwały nr 20/V WRN w Białymstoku z dnia 4 października 1954. W skład jednostki weszły obszary dotychczasowych gromad Orzechówko (z wyłączeniem lasów państwowych), Świętajno, Sulejki, Dworackie, Dudki, Krzywe i przyległy obszar lasów państwowych z dotychczasowej gromady Leśniki ze zniesionej gminy Świętajno w tymże powiecie, obszar lasów państwowych z dotychczasowej gromady Połom ze zniesionej gminy Zalesie w tymże powiecie oraz obszar lasów państwowych leśnictwa Wilczewo o powierzchni 148 ha z dotychczasowej gromady Sajzy i obszar lasów państwowych leśnictwa Gąski o powierzchni 49 ha z dotychczasowej gromady Rydzewo ze zniesionej gminy Straduny w powiecie ełckim. Dla gromady ustalono 14 członków gromadzkiej rady narodowej.
1 stycznia 1959 do gromady Świętajno przyłączono wsie Doliwy i Gordejki, PGR Doliwy, leśniczówkę Doliwy, osadę leśną I Doliwy, osadę leśną II Doliwy i osadę rybacką Doliwy, obszar lasów państwowych N-ctwa Olecko obejmujący oddziały 73-84 oraz jeziora: Koźle, Rumejki Duże, Rumejki Małe, Rude Wielkie i Rude Małe ze zniesionej gromady Olszewo.
1 stycznia 1972 z gromady Świętajno wyłączono wieś Doliwy włączając ją do nowo utworzonej gromady Olecko; do gromady Świętajno przyłączono natomiast wsie Zajdy i Zabiele ze zniesionej gromady Gąski, wieś Giże ze zniesionej gromady Rosochackie oraz wsie Dunajek, Kije, Pietrasze i Wronki ze zniesionej gromady Zalesie.
Gromada przetrwała do końca 1972 roku, czyli do kolejnej reformy gminnej. Z dniem 1 stycznia 1973 roku reaktywowano gminę Świętajno.